# هونوريو سيربا
هونوريو سيربا بلدية في ولاية بارانا في المنطقة الجنوبية من البرازيل.